# آن فاين
آن فاين (بالإنجليزية: Anne Fine)‏ (7 ديسمبر 1947، ليستر في المملكة المتحدة)؛ كاتِبة مُتخصِّصة في أدب الأطفال، سيناريست، شاعرة، مؤلفة وروائية بريطانية. درست في جامعة ووريك.

## روابط خارجية
- آن فاين على موقع IMDb (الإنجليزية)
- آن فاين على موقع ميوزك برينز (الإنجليزية)
- آن فاين على موقع قاعدة بيانات الفيلم (الإنجليزية)